# 前田謙祐
前田 謙祐（まえだ けんすけ、1836年（天保7年2月）- 1891年（明治24年）6月1日）は、明治期の地主、政治家。貴族院多額納税者議員。

## 経歴
紀伊国那賀郡 (和歌山県) 前田村（和歌山県那賀郡中貴志村、貴志川町を経て現紀の川市）で、屋号「一本木（いっぽんぎ）」豪農・前田若右衛門の長男として生まれる。家山角蔵に師事した。
1870年（明治3年）小倉組郷長に就任。1873年（明治6年）4月、小学校世話係となる。1874年（明治7年）前田・北山・尼寺3ヵ村戸長に就任し、以後、前田村戸長、上野山外10カ戸長を歴任した。
1876年（明治9年）地租改正の和歌山県案が紀北地方に不公平との不満から各地で騒動が頻発した際に、貴志地方の総代として農民側として解決に尽力した。
1890年（明治23年）5月初代中貴志村長に就任し同年10月まで在任。同年の初回貴族院多額納税者議員選挙で互選され、同年9月29日に就任し、在任中の1891年6月、病により死去した。